# Брин, Ирен
Ирен Брин (в девичестве Мария Виктория Росси, Рим, родилась 14 июня 1911 г. — Сассо, 31 мая 1969 г.) — итальянский журналист модной индустрии, писательница и арт-менеджер.

## Биография

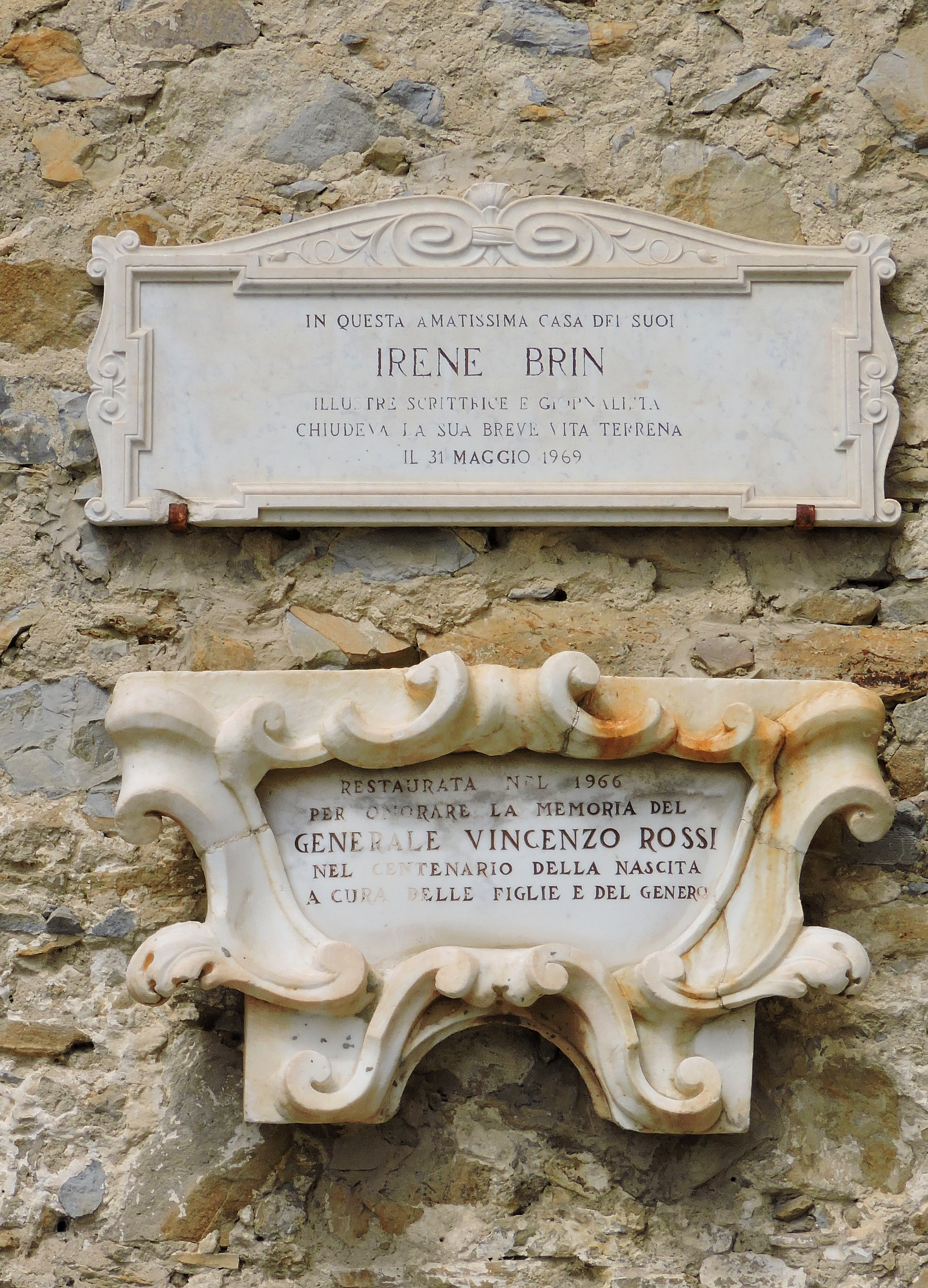
Мемориал в Sasso di Bordighera

Родилась в Риме в районе Лигурия в семье итальянской интеллигенции. Её отцом был генерал Винченцо Росси. Её мать, Мария Пиа Луццатто, родилась и выросла в Вене в еврейской семье и передала дочерям свою любовь к языкам (она свободно владела итальянским, французским, немецким и английским языками), искусству и литературе.
Брин приходилась племянницей юристу по уголовным делам Франческо Росси (1863—1948), который занимал должность мэра Бордигеры с 1901 по 1907 год. Она также была двоюродной сестрой дочери Паоло Росси, писательницы Марии Франчески Росси, известной как Франческа Дуранти.

### Ранние годы и встреча с Гасперо дель Корсо
В 1934 году, в возрасте 20 лет, Брин написала свою первую статью в колонке газеты «Il lavoro» (Работа) в Генуе под редакцией Джованни Ансальдо. В 1937 году Ансальдо рекомендовал её Лео Лонганези в качестве обозревателя еженедельника Омнибус. Это был еженедельный иллюстрированный общекультурный журнал на итальянском языке, который издавался в Милане с 1937 по 1939 годы. Изначально Брин писала под псевдонимом «Mari», но позже сменила его на «Oriane». Потом она приняла имя Ирен Брин. Жених Брин, Карло Роддоло, скончался 18 февраля 1937 года в Аддис-Абебе. Несколько лет спустя в Риме она встретила Гасперо дель Корсо, молодого офицера, их объединила любовь к Прусту, искусству и путешествиям. Вскоре после этого они поженились. В 1941 году Брин написала свою первую книгу «Ольга в Белграде», во время войны в Югославии, главным образом в Словении с 1941 по 1942 год.

### Война
В 1943 году пара вернулась в Рим . После военного перемирия Гасперо дель Корсо считался дезертиром, поэтому он спрятался в доме вместе с сорока другими офицерами и расформированными солдатами, чтобы избежать облавы нацистскими войсками. Перемирие Союзников с Италией во время Второй мировой войны было подписано 3 сентября 1943 года, публично об этом было объявлено 8 сентября 1943 года. Заключено между правительством Королевства Италия и силами Союзников, оккупировавших к тому моменту юг Италии, повлёкшее за собой капитуляцию вооружённых сил страны. В Италии оно называется также «Перемирием Кассибиле» (по названию населённого пункта, в котором оно было подписано) или «Перемирием 8 сентября».
В те времена Брин и дель Корсо получали единственный доход от переводческой работы Ирен, но работы было мало из-за её отказа работать на издателей, которые сотрудничали с нацистскими оккупантами. Из-за непростой финансовой ситуации, она была вынуждена продать свои свадебные подарки, в том числе сумку из кожи аллигатора, а также принты и рисунки таких художников, как Пикассо, Матисс, Моранди. Вскоре после этого Брин отыскала работу в качестве продавщицы в художественной библиотеке La Margherita. В работе ей помогал муж.

### Галерея L’Obelisco
Во время своего визита в Ла Маргерита Брин познакомилась с тогда ещё неизвестным художником Ренцо Веспиньяни . Благодаря своим связям Брин и дель Корсо смогли продать значительную часть его работ, эпизод, который побудил их снять комнату на Виа Систина 146 и основать Галерею Ла Обелиско Гасперо и Марии дель Корсо в 1946 году. Галерея открылась персональной презентацией Джорджо Моранди. Параллельно с такими признанными художниками, как Джорджо де Кирико, Сальвадор Дали, Пабло Пикассо, Бруно Карузо и Джакомо Балла, Брин и дель Корсо также продемонстрировали новые таланты, такие как Альберто Бурри, Зоран Мушич и Лучио Фонтана.

### La Settimana Incom
В 1946 году, параллельно с её деятельностью в галерее L’Obelisco, Брин начала сотрудничать с La Settimana Incom в создании иллюстрированной кинохроники под редакцией Луиджи Барзини-младшего. Её опросы, изначально нацеленные на то, чтобы дать читателям советы о стиле, социальном поведении и модных тенденциях, оформлялись в короткие статьи, пронизанные иронией и литературными цитатами. Некоторые из её статей были подписаны псевдонимом Контесса Клара Раджанни фон Скевич, вымышленной старой аристократической леди, изгнанной из неизвестной страны за железным занавесом, которая часто рассказывала о своих встречах с членами королевской семьи и известными писателями. Графиня Клара позже вдохновила итальянского актёра Альберто Сорди на создание пародийного персонажа графа Кларо.

### Harper’s Bazaar
В 1950 году во время поездки в Нью-Йорк Брин была остановлена женщиной на Парк-авеню, которая спросила её, где она купила шикарное платье, которое было на ней надето. (Оно было разработано Альберто Фабиани). Упомянутая женщина оказалась Дайаной Вриланд, в то время главным редактором Harper’s Bazaar . Брин и Вриланд стали хорошими друзьями, и Брин стала первым итальянским автором журнала, который познакомил международную аудиторию с итальянской модой. В 1951 году Брин активно работала над успехом первого итальянского показа мод, организованного маркизом Джованни Баттиста Джорджини в его частной резиденции на вилле Торриджиани на улице Виа де Серрагли во Флоренции. Она также участвовала во втором издании, которое состоялось в июле 1952 года в Белом зале Палаццо Питти.

### Последние дни жизни
Несмотря на неизлечимую болезнь, Брин не переставала работать и путешествовать. Весной 1969 года она поехала в Страсбург, чтобы посетить местные художественные выставки. На обратном пути, не имея возможности продолжить путешествие в Рим, она решила остановиться в своем родном доме в Бордигере, где и скончалась 31 мая. Galley l’Obelisco продолжалась до 1978 года. Заключительная выставка посвящена Тине Модотти. Его архив был куплен Джузеппе Кассетти, который продал его Национальной галерее в Риме в 2000 году.

### Награды и заслуги

Кордоне-ди-гран-Кроче OMRI BAR

В 2 июня 1955 года Брин была посвящена в рыцари Большого креста ордена «За заслуги перед Итальянской Республикой».
Лауреат премии Джованни Гронки за вклад в «успех и развитие итальянской моды в мире».